# NGC 6221
NGC 6221 is een balkspiraalstelsel in het sterrenbeeld Altaar. Het hemelobject werd op 3 mei 1835 ontdekt door de Britse astronoom John Herschel.

## Synoniemen
- ESO 138-3
- AM 1648-590
- IRAS 16484-5908
- PGC 59175